# Бамијан
Бамијан је једна од 34 провинције Авганистана. Налази се у централном дијелу земље и позната је по Будиним статуама, које су уништили талибани. Бамијан има истоимени главни град и насељен је Хазарима.